# Bullseye
Bullseye, il cui vero nome è Lester, è un personaggio dei fumetti statunitensi creato da Marv Wolfman (testi) e Bob Brown (disegni), pubblicato dalla Marvel Comics. La sua apparizione avviene in Daredevil n. 131 (marzo 1976).
È un assassino sadico e psicopatico impiegato solitamente da Kingpin. Assieme a quest'ultimo e a Typhoid Mary, è il più letale e pericoloso dei nemici di Devil. Bullseye usa le occasioni accordate dai suoi datori di lavoro per esercitare le sue tendenze omicide e per risolvere la sua vendetta personale contro Devil. Un altro suo acerrimo avversario è il Punitore.
Bullseye divenne famoso durante un ciclo di storie scritte dall'allora esordiente Frank Miller, dove uccise a sangue freddo l'amante di Devil, la ninja greca Elektra, altro celebre personaggio creato da Miller.

## Biografia del personaggio
Non si conosce molto del passato di Bullseye, lui stesso tende spesso a confondere le sue origini raccontando aneddoti distorti o imprecisi: sembra comunque che il suo vero nome sia Lester e che sia cresciuto nel quartiere di Queens di New York con la famiglia, composta da padre, madre e fratello maggiore; sembra che il padre lavorasse per il governo, e che avesse la tendenza a bere e picchiare moglie e figli. Fu per questo motivo che, all'età di dieci anni, nel tentativo di uccidere suo padre, diede fuoco al suo appartamento: tutta la sua famiglia morì e il piccolo Lester fu dato in affidamento. Una volta cresciuto divenne un giocatore di baseball professionista.
Durante una partita di campionato però, dato che si stava annoiando (data la sua mira eccellente, vincere gli veniva troppo facile) decise di colpire volutamente il battitore avversario, uccidendolo sul colpo.
Per questa sua letale precisione venne assunto dai servizi segreti e fu impiegato in missioni segrete in Nicaragua, dove faceva il "lavoro sporco" per conto del governo, addestrando l'esercito dei ribelli.
Venne a conoscenza di un grosso carico di cocaina e, dopo aver ucciso i trafficanti, se ne impossessò in modo da poterlo rivendere al miglior offerente delle maggiori organizzazioni criminali, dalla Yakuza alla mafia russa.
L'operazione andò in fumo quando, durante lo scambio, vennero attaccati dal Punitore; durante lo scontro fra i due, arrivò la D.E.A., che arrestò Lester e lo fece rimpatriare.
Questo, almeno, è quanto è stato raccontato da Bullseye stesso a due agenti della CIA che l'hanno interrogato; tuttavia, sembra che egli si sia fatto arrestare solo per poter arrivare a suo padre, che era in custodia presso gli agenti stessi, per poter terminare il lavoro cominciato quand'era bambino. La presenza del padre indica che Lester può essersi inventato tutto o quantomeno aver mentito su certi dettagli.
Quanto è avvenuto in seguito è invece stato narrato nei fumetti: Bullseye venne ingaggiato dal più potente boss di New York, Kingpin, e questo lo portò a scontrarsi con il vigilantes mascherato noto come Devil, che ben presto divenne il suo nemico giurato. La rivalità fra i due divenne sempre più grande, fino a quando, a causa di un tumore al cervello, Bullseye cominciò ad avere delle visioni di Devil ovunque, e iniziò ad aggredire passanti innocenti. In quello che sembrava essere il loro ultimo scontro, Devil gli salvò la vita, trascinando il suo corpo privo di sensi fuori dalla galleria della metropolitana dove stava per passare un treno, per poi portarlo in ospedale, dove il tumore gli venne asportato.
Bullseye si sentì umiliato dall'essere stato salvato dal suo peggior nemico e, anziché essergli riconoscente, quel gesto altruistico alimentò il suo odio per Devil. Ormai guarito dalle allucinazioni, tornò da Kingpin per avere il suo vecchio lavoro, ma questo lo aveva ormai sostituito con un nuovo killer, la ninja Elektra (che, tra l'altro, era stata la fidanzata di Matt Murdock ai tempi del college). Per mostrarsi migliore di lei e riconquistarsi la considerazione del suo capo, Bullseye le tese un agguato e, dopo averla ferita alla gola con una carta da gioco, la uccise col suo stesso sai.
Questo portò ovviamente ad un ennesimo duello con Devil: durante lo scontro Bullseye si fece cadere da un palazzo piuttosto che ricevere nuovamente aiuto dal suo avversario.
A causa della caduta si spezzò la spina dorsale e rimase paralizzato; ma un boss della Yakuza giapponese, tale Lord Ventonero, curò la sua paralisi fondendo alla sua colonna vertebrale dell'adamantio. Bullseye tornò così in azione e tempo dopo venne ingaggiato da Mysterio affinché uccidesse Karen Page, altra fidanzata di Devil.
Bullseye riapparve a Ryker's Island, dove si ritrovò a lottare fianco a fianco con Matt Murdock durante una rivolta carceraria, ma Matt si ribellò e impedì all'assassino di evadere.

### Civil War
Bullseye rimane così carcerato fino a quando, durante Civil War, viene reclutato da Tony Stark e Reed Richards come componente della nuova formazione dei Thunderbolts assieme ad altri pericolosi criminali come Venom o Lady Deathstrike.
Il suo istinto omicida viene frenato da dei naniti iniettati nel suo organismo (e in quello di tutti i Thunderbolts) che, tramite una violenta scarica elettrica, gli procurano dolore ogni qualvolta prova a disobbedire agli ordini.
Tony Stark impiegò i Thunderbolts durante la battaglia finale contro la fazione di Capitan America.

### Con i Thunderbolts
Alla fine della guerra civile, Norman Osborn decise di continuare a servirsi di Bullseye come agente dei nuovi Thunderbolts, sebbene questi non avrebbe mai dovuto apparire davanti alle telecamere ma operare dietro le quinte, in quanto non si doveva scoprire che il governo utilizzava in una "forza di pace" un letale pluriomicida.
Il suo contributo fu determinante per eseguire l'arresto del ribelle Jack Flag, un ex protetto di Capitan America.
Durante una missione con i Thunderbolts, Bullseye si è scontrato a Phoenix con un poco noto supereroe pellerossa chiamato American Eagle (il Navajo Jason Strongbow); poco prima, però, ha ucciso due agenti S.H.I.E.L.D.. Così, mentre lo stava affrontando, ha subito una violenta scarica elettrica tramite i naniti del suo sangue. A causa dei colpi subiti e per la scossa ricevuta, ora è vittima di una paralisi tale da non poter nemmeno parlare: i medici sostengono che potrebbe anche riprendersi, ma che non esistono precedenti clinici su cui basarsi che accertino questo verdetto.
La sua paralisi è stata guarita con delle nanomacchine e forse ora resiste persino alla telepatia.
Durante l'invasione Skrull combatte contro gli alieni insieme al resto dei Thunderbolts.

### Dark Reign: Oscuri Vendicatori
Bullseye è il primo a venir scelto da Norman Osborn per entrare a far parte del nuovo progetto Vendicatori. Per ovvia associazione di idee, a Bullseye viene consegnato il costume e l'arco di Occhio di Falco, donandogli così un'immagine eroica e amata dalla gente, contrariamente a prima quando gli era proibito apparire in pubblico.
Quando Osborn inserisce Devil nella sua lista, Bullseye (con il suo vecchio costume) attacca il rifugio della Mano insieme ad un gruppo di agenti di H.A.M.M.E.R., che vengono uccisi dai ninja. Intanto il Diavolo Rosso e Bullseye si affrontano in una battaglia; durante il duello però il cecchino decide di far esplodere un palazzo delle case popolari, causando numerose vittime.

#### Assedio e morte
Insieme agli Oscuri Vendicatori e alla Cabala di Hood partecipa all'assedio di Asgard, ultimo atto del piano di Osborn per togliere di mezzo tutti i potenziali intralci alle sue ambizioni; il suo obiettivo però fallisce a causa dell'intervento di Maria Hill, dei Vendicatori ed Iron Man, che sconfiggono Osborn e imprigionano i suoi uomini, tra cui Bullseye stesso. Durante il suo spostamento al penitenziario, Bullseye inganna gli uomini di guardia uccidendoli e riuscendo a scappare; si reca quindi ad Hell's Kitchen ad affrontare Devil: quest'ultimo, ora a capo della Mano, lo sconfigge facilmente e lo uccide trafiggendolo al petto con un sai, richiamando così la morte di Elektra, uccisa tempo prima da Bullseye nel medesimo modo.

#### Elektra
Sulla serie regolare di Elektra del 2014 si scopre che Bullseye non è morto ma solo paralizzato. Un'organizzazione criminale nota come la Gilda Degli Assassini si allea con la Mano e riesce a trafugare il corpo paralizzato nonostante gli sforzi di Elektra e Maria Hill. In una sorgente termale Elektra affronta la Mano mandando a monte la sua resurrezione. Dopo una battaglia col capo della Gilda degli Assassini, una bambina, si scopre che Bullseye è risorto lo stesso e affronta Elektra. Bullseye riesce a scappare lasciando ad Elektra la possibilità di salvare la bambina.

## Altre versioni

### PunisherMax
Questi avvenimenti vengono narrati nella serie PunisherMAX (che è ambientata in un universo alternativo a quello standard) dell'etichetta Max Comics. Siamo nelle settimane successive alla presa di potere di Wilson Fisk a discapito delle altre famiglie malavitose di New York. Inizialmente Fisk non era altro che una guardia del corpo del potente Boss Don Rigoletto. Una volta eliminato il suo capo si è imposto come Boss dei Boss (cioè Kingpin) del crimine organizzato della città. Dal suo predecessore però eredita un problema irrisolto: la minaccia del vigilante noto come Punisher. Lo stesso Don Rigoletto aveva optato per un'ultima drastica soluzione assoldando un certo Bullseye. Wilson Fisk ha così modo di conoscere questo killer e ne rimane subito affascinato per i metodi brutali ed efficaci. Per certi versi ne è quasi lui stesso spaventato. Con la speranza che almeno lui non fallisca gli affida il compito di eliminare il Punitore. Bullseye arriva subito molto vicino ad ucciderlo, ma lo ferisce al collo mentre lo stesso Punisher sta per colpire Fisk con un fucile da cecchino dalla lunga distanza. Il sicario sembra quasi felice di non esserci riuscito immediatamente, si rende conto che il compito sarà più arduo e quindi più intrigante del previsto.

### Ultimate
Bullseye appare anche in Ultimate Spider-Man, dove però si chiama Benjamin Poindexter.

### Amalgam
Bullseye fa una breve apparizione anche nel primo crossover Marvel contro DC: nel primo volume della serie viene infatti teletrasportato nella Batcaverna dove prende come ostaggio Robin, che riesce a liberarsi colpendolo al collo con il gomito. Qui Batman ne approfitta per lanciargli un Batarang, che però Bullseye riesce a parare e rispedire al mittente. Batman lo schiva e Bullseye è sorpreso, in quanto nessun uomo è mai riuscito a schivare un suo colpo. Batman ne approfitta per assestargli un pugno che gli fa perdere i sensi. Prima di cadere a terra, Bullseye dichiara che Batman picchia "anche più forte di Devil".
Nella versione Amalgam viene fuso con un altro famoso cecchino, Deadshot della DC Comics, dando vita a Deadeye.

## Poteri e abilità
Bullseye ha una capacità unica che non solo gli consente di essere un infallibile tiratore scelto, ma anche di trasformare in armi letali gli oggetti più innocui, e quindi anche se non possiede superpoteri è in grado di compiere azioni straordinarie e percepibili in effetti come soprannaturali: tagliare la gola a un uomo con una carta da gioco o con una semplice cannuccia, sfondare un cranio umano sputando un dente e colpire mortalmente una persona con un aeroplano di carta lanciato dal tetto di un palazzo ad un altro.
Possiede anche attributi fisici (agilità, velocità, resistenza alla fatica) paragonabili a quelli dei migliori atleti al mondo. L'unica caratteristica in cui non è a un livello straordinario è la potenza fisica, e questo perché non si sottopone ad un allenamento della stessa intensità di quello che svolge Daredevil, e perciò malgrado la sua forza sia molto superiore al normale, sotto questo aspetto non è all'apice della perfezione umana.
Bullseye ha dimostrato di poter convertire il suo innato talento in un'arma potenzialmente letale anche nel combattimento ravvicinato a mani nude, visto che conosce tutti i punti vulnerabili del corpo umano ed ha una conoscenza nelle arti marziali simile a quella di Daredevil o Capitan America;
Ciò vuol dire che è un profondo conoscitore di almeno 10 se non più arti marziali, come ad esempio il Karate. Inoltre le sue azioni anche durante un combattimento corpo a corpo sono sempre incredibilmente veloci ed efficaci, perché come conseguenza della sua incredibile precisione, la sua coordinazione occhio-mano è praticamente perfetta e gli permette di agire sia con eccezionale rapidità che efficacia (una capacità che va oltre i normali limiti umani o l'acquisizione di esperienza). Ha dato anche prova di poter imparare ad utilizzare rapidamente e con grande maestria qualunque arma che un uomo possa brandire; come nella saga Dark Reign dove per impersonare Occhio di Falco impara a padroneggiare alla perfezione l'Arco.
A causa di un grave incidente le sue ossa, in particolare la colonna vertebrale, sono state rinforzate chirurgicamente con adamantio, con una tipologia d'intervento molto diversa da quella utilizzata con Wolverine, (non essendo provvisto del fattore rigenerante di quest'ultimo) e queste operazioni oltre a dare una resistenza virtualmente infinita a parte del suo sistema scheletrico, avrebbero anche aumentato la sua potenza fisica, dato l'aumento del suo peso corporeo a causa della maggiore densità ossea.
Tutte queste caratteristiche fanno di Bullseye una vera e propria arma umana; infatti viene scelto sia da Tony Stark e Reed Richards come componente dei Thunderbolts durante la Civil War, che da Norman Osborn per fare parte in seguito degli Oscuri Vendicatori.

## Altri media

### Cinema

Bullseye interpretato da Colin Farrell nel film Daredevil.

Bullseye è l'antagonista secondario del film Daredevil, interpretato da Colin Farrell. Qui è un folle e spietato assassino sempre al soldo di Kingpin, ma non veste un costume come nei fumetti. Il suo look è caratterizzato da un lungo soprabito nero di pelle e una cicatrice a forma di mirino ottenuta tramite una procedura chiamata scarificazione che consiste nell'incidersi la pelle con un'arma da taglio cosicché le ferite cicatrizzando assumano la forma raffigurante il disegno voluto (che invece nei fumetti è disegnato sul cappuccio del costume). Anche nel film mostra un'abilità innata nel combattimento e nel lancio degli oggetti (basta solo pensare che ha ucciso delle guardie di Kingpin con delle matite).

### Marvel Cinematic Universe
Benjamin "Dex" Poindexter, alias Bullseye, appare all'interno del Marvel Cinematic Universe, interpretato da Wilson Bethel e doppiato da Stefano Crescentini.
- Il personaggio appare per la prima volta nella serie prodotta da Netflix tra i comprimari della terza stagione della serie televisiva Daredevil (2015-2018) col volto di Wilson Bethel. In questa versione, egli è un agente speciale dell'FBI a cui da bambino è stato diagnosticato un disturbo borderline di personalità con tendenze psicopatiche, tenuto a bada da una lunga terapia iniziata dopo la morte dei suoi genitori. Già prima dell'adolescenza esercita la sua mira e i suoi riflessi diventando pericoloso e incline a scatti d'ira improvvisa, uccidendo volontariamente il suo allenatore lanciandogli una palla da baseball. Aiutato con una terapia che prevede ordine e metodo come guida per ogni aspetto della vita, viene assunto prima da una linea telefonica anti suicidi, per poi entrare nelle forze operative dell'FBI, legando a sé una persona che lui considera una guida per lo spirito. Durante la scarcerazione di Wilson Fisk, Dex salva quest'ultimo da un'imboscata progettata dal clan albanese uccidendo tutti i membri della banda. Affascinato dalle sue capacità, Fisk lo manipola fino a farlo crollare emotivamente per poi assoldarlo per screditare prima Daredevil e poi uccidere Karen Page. Vestito di una nuova uniforme identica a quella indossata da Murdock, Dex attacca la sede giornalistica del New York Bullettin uccidendo un testimone scomodo di Fisk, poi irrompe in una chiesa di Hell's Kitchen uccidendo padre Lantom ma fallendo nell'uccidere Karen. Successivamente a questo fallimento, Dex crolla irrimediabilmente e progetta la sua vendetta contro Fisk dopo aver scoperto che il Kingpin lo ha manipolato. In una colluttazione nell'attico di Fisk, Dex si scontra con il boss e Daredevil, venendo sconfitto dallo stesso Fisk che gli danneggia la spina dorsale scaraventandolo contro un muro. Poco dopo la sua sconfitta Dex, per mezzo del dottor Kenji Oyama, venne sottoposto a un intervento chirurgico sperimentale per riparare la sua colonna vertebrale.
- Una variante di Lester, alias Bullseye, appare nel film Deadpool & Wolverine (2024), interpretato da Curtis Rowland Small.
- Bullseye ritorna nella serie televisiva su Disney+ Daredevil - Rinascita (2025).

### Televisione
Bullseye compare nella serie animata Marvel Super Heroes: What The--?!.

### Videogiochi
- The Punisher
- The Amazing Spider-Man vs. The Kingpin
- Daredevil
- Il Punitore
- Marvel: La Grande Alleanza
- Marvel Heroes
- Marvel: La Grande Alleanza 2
- Marvel Super Hero Squad Online
- Marvel vs. Capcom 3: Fate of Two Worlds
- Marvel: Avengers Alliance
- Marvel Heroes
- Marvel Puzzle Quest
- LEGO Marvel Super Heroes
- Marvel: Sfida dei Campioni
- Marvel Future Fight
- Marvel Avengers Academy
- LEGO Marvel Super Heroes 2
- Marvel Strike Force
- Marvel: La Grande Alleanza 3: L'Ordine Nero
- Marvel Duel

## Traduzione del nome in italiano
Inizialmente il suo nome venne tradotto in italiano dall'Editoriale Corno in Occhio di Bue, traduzione letterale che non trasmette il significato in inglese di «centro del bersaglio» e «centro perfetto nel bersaglio», che è un gioco di parole basato sul doppio senso legato alle abilità del personaggio.